# Семенченко Андрій Іванович
Андрій Іванович Семе́нченко (нар. 6 серпня 1955, м. Костянтинівка, Донецька область) — український науковець, колишній голова Національної комісії, що здійснює державне регулювання у сфері зв'язку та інформатизації (травень–липень 2014). 
Фахівець у сфері державного управління, стратегічного планування та національної безпеки, професор кафедри інформаційних технологій Київського національного університету культури і мистецтв , доктор наук з державного управління, професор. Заслужений діяч науки і техніки України.

## Освіта
Закінчив:
- Київське вище інженерне радіотехнічне училище протиповітряної оборони (КВІРТУ ППО),
- Національну академію державного управління при Президентові України; магістр державного управління (1998).

## Трудова діяльність
Працював:
- головою Національної комісії, що здійснює державне регулювання у сфері зв'язку та інформатизації (17 травня — 28 липня 2014).[2]
- першим заступником голови Державного комітету інформатизації України,
- директором Департаменту воєнної політики та стратегічного планування Міноборони,
- завідувачем сектору інформаційної безпеки Національного центру з питань євроатлантичної інтеграції при Президентові України,
- завідувачем сектору інформаційної політики Національного інституту стратегічних досліджень при Президентові України,
- начальником управління програм і проектів інформатизації Держкомзв'язку,
- головним консультантом Секції прикладних проблем Президії Національної академії наук України.

## Наукова праця
Автор понад 120 наукових робіт, 35 винаходів.
Сфера наукових інтересів: державне управління, стратегічне планування, національна безпека.

## Громадська діяльність
- Член Консультаційної ради з питань інформатизації при Верховній Раді України з 1998 року.